# Abraham David Christian
]

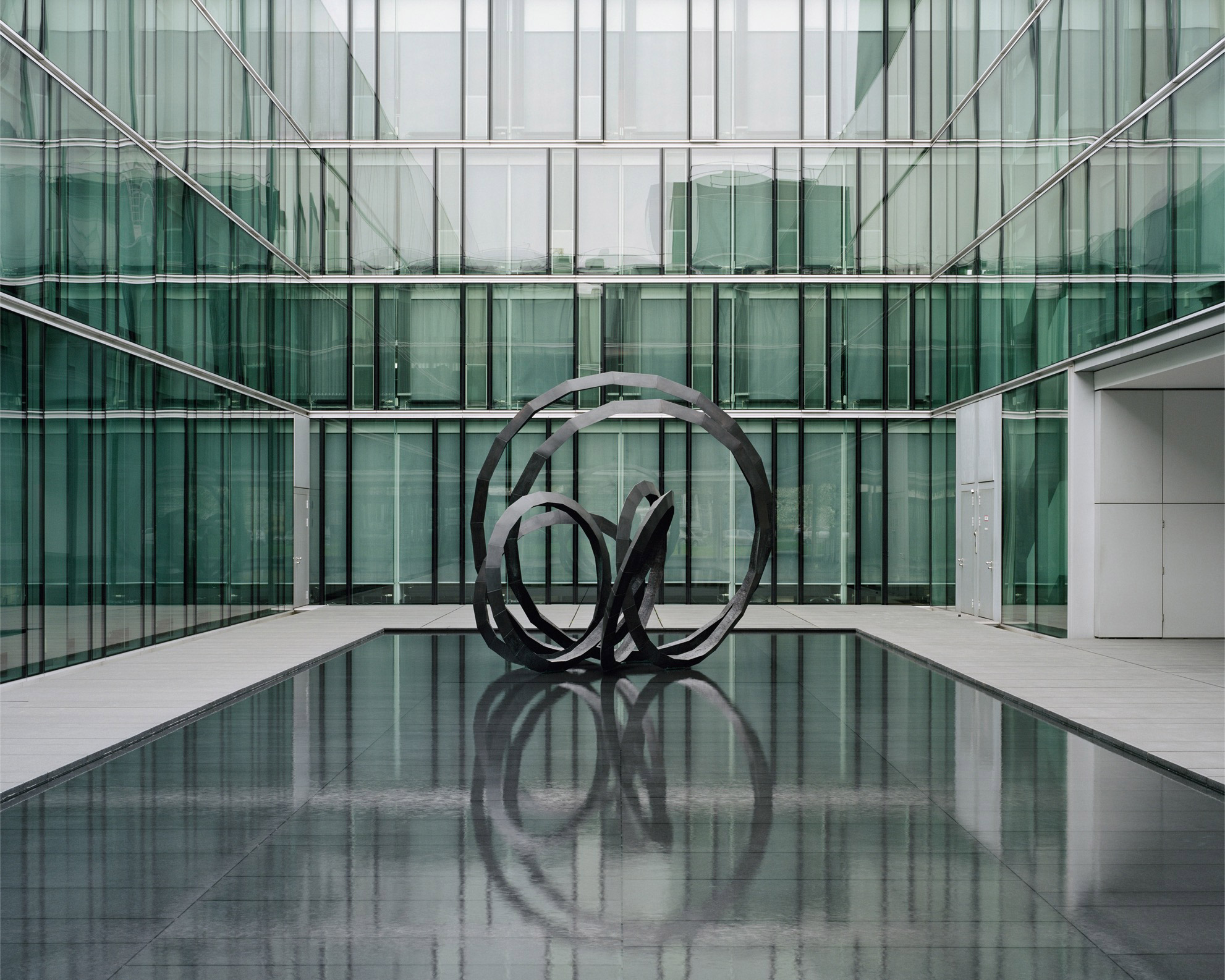
Abraham David Christian, Interconnected Sculpture, 2007, Bronze, 389 × 410 × 340 cm, Privatsammlung

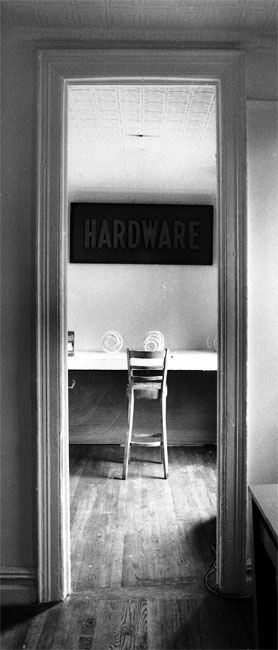
Abraham David Christian Arbeitstisch 59 #27 Thompson St. Manhattan [1971 - 2002

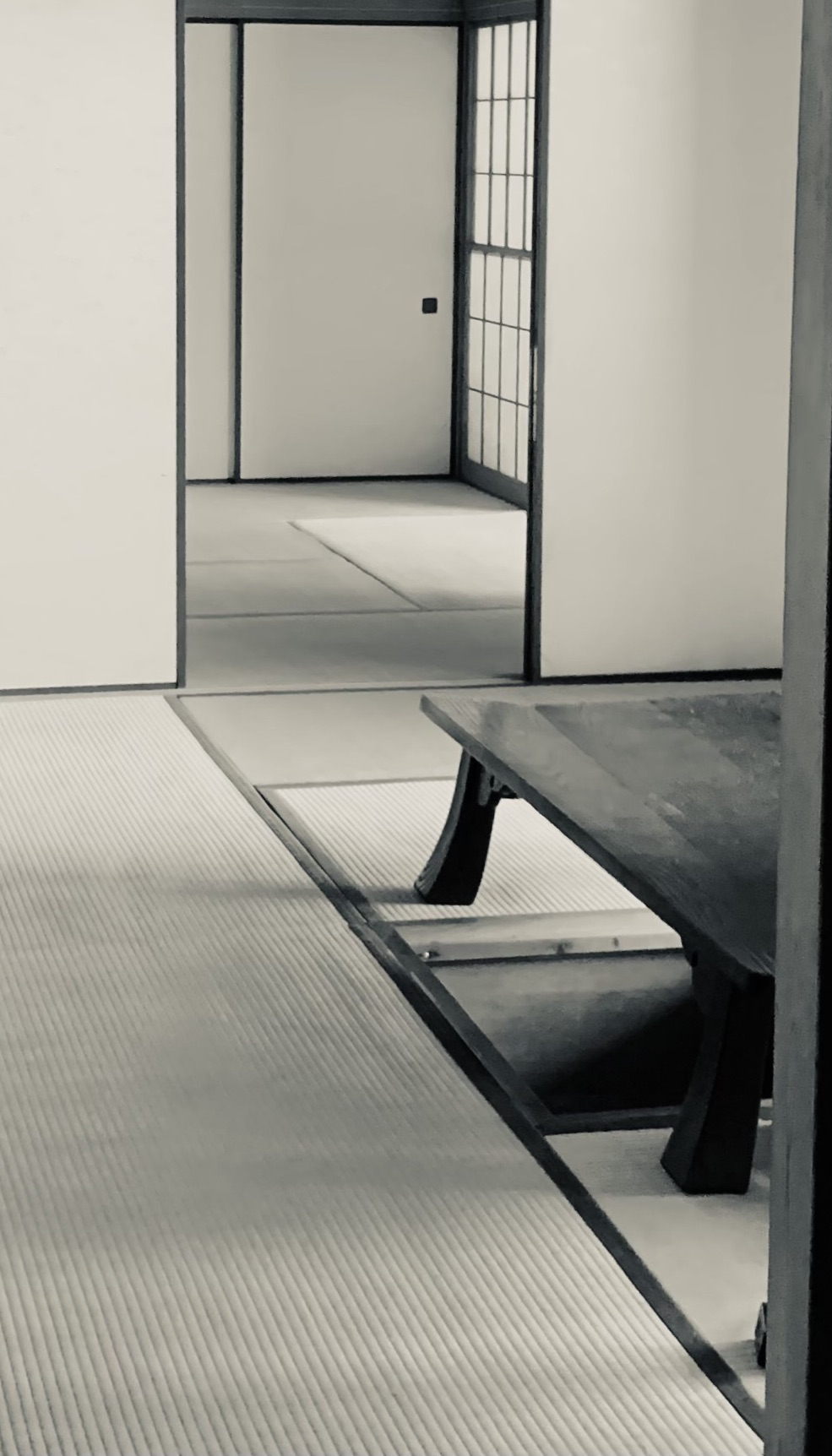
Abraham David Christian, Arbeitstisch, Hayama

Abraham David Christian (* 1952 in Düsseldorf) ist ein deutscher Zeichner und Bildhauer.

## Leben und Werk
Abraham David Christian begann mit seinen ersten künstlerischen Arbeiten im Jahr 1969. Er machte Aktionen und konzeptuelle Grenzerfahrungen, schuf Skulpturen und weigerte sich selbst diese als Kunst zu definieren.
1972 nahm Abraham David Christian im Alter von 19 Jahren an der documenta 5 in Kassel teil. In einer Diskussion forderte Abraham David Christian in den Ausstellungsräumen der documenta Joseph Beuys, zu dem legendären „Boxkampf für direkte Demokratie durch Volksabstimmung“ auf, der im Raum von Ben Vautier im Fridericianum am 8. Oktober 1972 zum Ausstellungsschluss der documenta stattfand. Beuys gewann den Boxkampf in drei Runden mit einem Punktsieg. (In dieser Zeit hängte Abraham David Christian den Namen seiner Freundin (Moebuss) für ein paar Monate an seinen Namen an und nannte sich auch Abraham David Christian-Moebuss.)
Abraham David Christian wurde 1977 zur Teilnahme an der documenta 6 eingeladen, schlug diese Einladung aber aus. 1982 wurde er zur documenta 7 eingeladen und nahm diesmal an. Nach der documenta 7 zog sich Abraham David Christian für Jahre aus dem öffentlichen Kunstgeschehen zurück.
Abraham David Christian vertritt eine radikaldemokratische Kunstauffassung. Für ihn kommt Kunst aus der Gesellschaft und gehört auch dieser. Er achtete darauf, kaum in der Öffentlichkeit aufzutreten, und verbot teilweise der Presse, sein Porträt abzubilden. In einigen Katalogen verzichtete er auf die Nennung seines Namens. Abraham David Christian trennt Kunst und Künstlerpersönlichkeit. Er verkörpert damit einen Gegenentwurf zum allgegenwärtigen Künstlerstar.
Seine ersten Skulpturen formte Abraham David Christian aus Erde. Die Herstellung dieser Werke dauerte Jahre. Erd-Skulpturen wurden 1973 in der Kunsthalle Düsseldorf und 1978 im Museum Haus Lange in Krefeld in Einzelausstellungen gezeigt. 2020 zeigte das Kunstmuseum Bochum Erdskulpturen aus den Siebzigerjahren in der Einzelausstellung Abraham David Christian ERDE. Ende der 1970er Jahre schuf er komplexe Papierskulpturen, später arbeitete er auch mit Bronze. Das Kunstmuseum Düsseldorf (1983), der Frankfurter Kunstverein Frankfurt (1983), das Sprengel Museum Hannover (1985, 1994), das Musée des Beaux-Arts, Calais (1988) und die Tallinna Kunstihoone, Estland (1998) richteten seinem Werk große Einzelausstellungen ein. 2000 zeigte das Wilhelm Lehmbruck Museum – Zentrum Internationale Skulptur in Duisburg seine Zeichnungen und Skulpturen in einer wichtigen internationalen Präsentation. Diese Ausstellung wurde von einem Buch begleitet, das im DuMont Verlag, Köln erschien. Ausstellungen im Neuen Museum Weserburg Bremen und im Von der Heydt-Museum in Wuppertal folgten 2003/2004. Der Kehrer Verlag in Heidelberg gab für diese Ausstellungen ein Buch heraus.
Im Jahr 2007 arbeitete Abraham David Christian unter anderem an sieben Skulpturen der Werkgruppe „Türme der Weisheit“. Er entwarf die Skulpturen in Hayama, stellte Gipsmodelle in New York her und ließ sie in Deutschland in Bronze gießen. Diese Skulpturengruppe war Teil der umfangreichen Ausstellung „Abraham David Christian – 道 – Der Weg“ im Jahr 2010 im Museum Küppersmühle für Moderne Kunst Duisburg. Das Buch zu dieser Ausstellung wurde im Kerber Verlag (Bielefeld-Leipzig-Berlin) veröffentlicht.
2023/2024 zeigte das Bündner Kunstmuseum Chur in der Ausstellung Abraham David Christian Oltre il linguaggio/Da i'autra vart da la lingua einen Überblick über das Schaffen des Zeichners und Bildhauers in einer konzentrierten Präsentation, in Räumen der Villa Planta, die von Peter Zumthor konzipiert wurden. Die Ausstellung wurde von einer Publikation mit Fotografien von Gaudenz Signorell begleitet. Im Rahmen der Ausstellung des Bündner Kunstmuseum wurden Skulpturen von Abraham David Christian an ausgewählten Orten in Graubünden im Außenraum präzise platziert: ganz so, als würden die Skulpturen schon lange dort stehen. Dazu gehörten die Reformierte Kirche Avers-Cresta, das Kloster Müstair, die Kirche St. Peter Mistail, die Kirchenruine Kirchenruine San Gaudenzio und Bondo GR im Bergell.
Abraham David Christian Zeichnungen und Skulpturen waren in Ausstellungen im Nationalmuseum für moderne Kunst in Tokio, im Museum of Modern Art, Kamakura & Hayama in Hayama, im CAFA Art Museum in Peking, im National Museum of Contemporary Art in Seoul, im Museum Ludwig in Köln, in der Nationalgalerie Berlin, im Martin-Gropius-Bau Berlin und im Museo Reina Sofía, Madrid vertreten. Er hatte Einzelausstellungen in der Galerie m Bochum (1979, 1986), Galerie Friedrich Bern (1980, 1981, 1982, 1984, 1987, 1992), Gatodo Gallery Tokio (1986, 1988), Diane Brown Gallery New York City (1987), Galerie Elke Dröscher Hamburg (1990), Shigeru Yokota Gallery Tokio,(1990, 1991, 1992, 1993, 1994, 1995, 1996, 1997, 1998, 1999, 2000, 2001, 2002, 2003, 2004, 2005, 2006, 2007, 2008, 2009, 2010, 2011, 2012, 2013, 2014, 2015, 2016, 2017, 2019, 2020, 2021, 2023), James Corcoran Gallery Santa Monica (1992), Galerie Herbert Meyer-Ellinger Frankfurt am Main (1982, 1986, 1987, 1993), Galerie Utermann Dortmund (1993, 2009, 2011, 2012, 2021), Annina Nosei Gallery New York (1999), Michael Haas Galerie Berlin (2002), Galerie Löhrl Mönchengladbach (2006), Galerie Rothamel Erfurt/Frankfurt am Main (2008, 2010), GALERiARTiST Istanbul (2011), annex14 Bern(2012), Sabine Schmidt Galerie Köln (2012), GALERiARTiST Ankara (2012), André Kirbach Kunsthandel Düsseldorf (2014, 2015, 2020), Galerie Susanne Albrecht Berlin (2017, 2025), Galerie Scheffel Bad Homburg (2018), annex14 Zürich (2018, 2022), Galerie Haas Zürich (2018), Michael Haas Galerie, Kunst Lager Haas Berlin (2019), YOKOTA TOKYO, Tokyo. (2023, 2024, 2025)
Abraham David Christian wurde im Alter von 24 Jahren von dem damaligen Rektor Norbert Kricke an die Kunstakademie Düsseldorf berufen. Christian hielt auch Vorlesungen an der Keio University, Tokio, an der Universität Yamaguchi in Japan, an der National Art University in Hangzhou, Volksrepublik China, an der Seoul National University, Südkorea, sowie an Hochschulen in Europa und den USA.
1978 wurde Abraham David Christian im Alter von 26 Jahren mit dem Villa-Romana-Preis ausgezeichnet. Im Jahr 2003 wurde er mit dem Oberschwäbischen Kunstpreis geehrt. Er lebt in Düsseldorf, New York, Graubünden,
Hayama und ist Staatsbürger der Vereinigten Staaten von Amerika.

## Werke in öffentlichen Sammlungen
Werke von Abraham David Christian befinden sich unter anderem in Museumssammlungen wie der Nationalgalerie, Berlin, im Museum Ludwig, Köln, im Städel Museum, Frankfurt, in der Staatsgalerie Stuttgart, den Kunstmuseen Krefeld, im Wilhelm-Lehmbruck-Museum Duisburg, im Kunstmuseum Bonn, im Sprengel Museum Hannover, in der Weserburg Museum für moderne Kunst Bremen, in der Kunsthalle Mannheim, im Kunstmuseum Düsseldorf, im Museum Küppersmühle für Moderne Kunst Duisburg, im Museum Reinhard Ernst, Wiesbaden, im Institut für Auslandsbeziehungen (ifa) Stuttgart, im Museum Kurhaus Kleve, in der Sammlung zeitgenössischer Kunst der Bundesrepublik Deutschland, im Bündner Kunstmuseum Chur, im Museum of Modern Art New York City, Busch-Reisinger Museum Cambridge, MA, Centre Pompidou Paris, im Musée des Beaux Arts, Calais, in der FRAC Collection, Frankreich, im Nationalmuseum für moderne Kunst Tokyo, im Japanese Sword Museum Tokyo, im Tokyo Bijutsu Club, Tokyo, im Museum of Modern Art, Kamakura & Hayama, im Fukuyama Museum of Art, Fukuyama, und im Gunma Museum of Art, Tatebayashi, sowie in Unternehmenssammlungen wie der Aioi Insurance Art Collection Tokyo, der Fuji Xerox Collection, Tokyo, der Obayashi Corporation Collection, Tokyo, der Sammlung Nationalbank, Essen, der Sammlung Deutsche Bank, Frankfurt/M. und der Munich Re Art Collection, München.

## Einzelausstellungen (Auswahl)
- 1973 Städtische Kunsthalle, Düsseldorf
- 1976 Museum Bochum, Bochum
- 1978 Museum Haus Lange, Krefeld
- 1982 Württembergischer Kunstverein, Stuttgart
- 1982 Westfälischer Kunstverein, Münster
- 1983 Kunstmuseum, Düsseldorf
- 1983 Frankfurter Kunstverein, Frankfurt
- 1985 Kunstverein, Ulm
- 1985 Sprengel Museum, Hannover
- 1985 Mannheimer Kunstverein, Mannheim
- 1988 Kunstmuseum Ravensburg
- 1988 Musée des Arts, Calais
- 1989 Ulmer Museum, Ulm
- 1990 Edwin-Scharff-Haus, Neu-Ulm
- 1992 Galeria d'Arte Contemporanea, Rimini
- 1994 Sprengel Museum, Hannover
- 1998 Tallinna Kunstihoone, Tallinn
- 2000 Wilhelm-Lehmbruck-Museum, Duisburg
- 2000 Museo de Bellas Artes, Montevideo
- 2003 Kloster Blaubeuren, Blaubeuren
- 2003 Neues Museum Weserburg, Bremen
- 2004 von der Heydt-Museum und Kunsthalle Barmen, Wuppertal
- 2010 MKM Museum Küppersmühle für Moderne Kunst, Duisburg
- 2011 Museum of Modern Art, Kamakura & Hayama, Hayama
- 2012 St. Reinoldi, Dortmund
- 2014 Basilika St. Maria Magdalena, Tiefenbronn
- 2016 Kunstmuseum Pforzheim
- 2020 Kunstmuseum Bochum
- 2022 Museum Kasura, Yokosuka
- 2023 Bündner Kunstmuseum Chur
- 2024 Villa Wessel Iserlohn

## Auszeichnungen (Auswahl)
- 1978: Villa-Romana-Preis, Florenz